# Quader-Klassifikator
Ein Quader-Klassifikator ist ein einfaches Klassifikationsverfahren, bei dem die Zugehörigkeit zu einer Klasse durch Intervalle angegeben wird. Je nach Dimension des Merkmalsraums bilden die Klassen Strecken, Rechtecke oder Quader. Die Trennflächen lassen sich sehr einfach angeben; allerdings gibt es bei höheren Dimensionen oft Überschneidungen zwischen den Klassen, was einer der Nachteile der Klassifikation mittels Wertebereiche ist. Der Quader-Klassifikator lässt sich auch als eine spezielle Form eines Abstandsklassifikators betrachten.